# 글라트강
글라트강(독일어: Glatt [ˈɡlat][*])은 스위스 취리히주의 운터란트 하이라인강에 있는 지류의 이름이다. 길이는 35.7 km이며, 그라이펜제에서 글라트 계곡을 통해 흘러 글라트펠덴에 의해 라인강으로 배출된다. 상류는 완만하게 기울어져 있는 반면, 하천은 하류의 둑을 형성하면서 아래로 더 가파르게 된다.
글라트(fluvii, qui dicitur glat)에 대한 최초의 언급은 1034년으로 거슬러 올라간다. 이 이름은 (여성) OHG 형용사 glat를 반영하며 ‘밝고 맑은’ 또는 ‘평면, 매끄러운’을 의미한다. 15세기부터 글라트는 취리히시의 주권에 종속되어 있었고, 16세기에는 의회가 강에 대한 보호권을 두 개의 하구(Glatt vögte)에 할당했다.
1593년에 하천을 규제하려는 첫 번째 시도와 19세기 초에 기초적인 프로젝트를 거친 후, 1878년에서 1895년 사이에 가장 큰 재형성이 이루어졌다. 취리히 공항뿐만 아니라 토지 개선 및 미래 초과 건설. 1975년 니더글라트와 글라트의 라인강 합류점 사이의 마지막 규제 작업으로 인해 하천 하류에 19세기 후반에 건설된 수력 발전소가 사라졌다.
글라트강은 이전에 물고기가 풍부했다. 20세기 동안 취리히 수도권의 가속화된 성장과 1960년대에 건설된 정화 공장의 부족으로 인해 심하게 오염되었다. 1994년부터 2002년까지 하수도 시스템은 글라트 계곡과 리마트 계곡 사이의 터널을 운전하여 재구성되었다.